# Машина (село)
Маши́на — село в Україні, у Житомирському районі Житомирської області. Входить до складу Харитонівської сільської громади. Населення становить 60 осіб.